# 石川一郎 (教育者)
石川 一郎（いしかわ　いちろう、1962年-　）は、日本のカリキュラムアドバイザー。かえつ有明中学校・高等学校元校長、香里ヌヴェール学院元学院長。アサンプション国際小・中・高等学校教育監修顧問。21世紀型教育機構理事。うつほの杜学園理事。専修大学北上高校理事。聖ドミニコ学園、星の杜中・高等学校、福山暁の星学院中・高等学校のカリキュラムマネージャーを務める。学習塾「知窓学舎」のミドルアウトマネージャー兼任。2025年1月22日に学校法人宇都宮海星学園理事長に選任される。
東京都生まれ。早稲田大学教育学部社会学科地理歴史専修卒業後、社会科（日本史）教員として、暁星国際学園、ロサンゼルスインターナショナルスクールなどで教鞭を執る。かえつ有明中学校・高等学校校長、香里ヌヴェール学院学院長等を歴任。

## 著書
- 『2020年の大学入試問題』講談社、2016年2月。ISBN 9784062883559。
- 『2020年からの教師問題』ベストセラーズ、2017年1月。ISBN 9784584125403。

## 注
1. ↑  “学院長の就任について”. 学校法人聖母女学院 (2016年10月1日). 2023年12月29日閲覧。
2. ↑  “【プレスリリース】石川理事長 就任メッセージ”. 学校法人宇都宮海星学園 (2025年1月23日). 2025年1月26日閲覧。